# Eupithecia robiginascens
Eupithecia robiginascens là một loài bướm đêm trong họ Geometridae.